# Al-Bab
Al-Bab (tiếng Ả Rập: الباب / ALA-LC: al-Bab) là một thành phố thuộc tỉnh Aleppo. Al-Bab nằm 40 km về phía đông bắc Aleppo, 30 km về phía nam của biên giới Thổ Nhĩ Kỳ, và có diện tích 30 km vuông (12 dặm vuông). Al-Bab tọa lạc ở khu vực có độ cao 471 mét. Theo Cục Thống kê Trung ương, thành phố có dân số 63.069 vào năm 2004. Cư dân của nó chủ yếu là người Ả Rập Hồi giáo Sunni và đồng nhất về dân tộc hơn so với thành phố lân cận Manbij.